# Robin Tallon

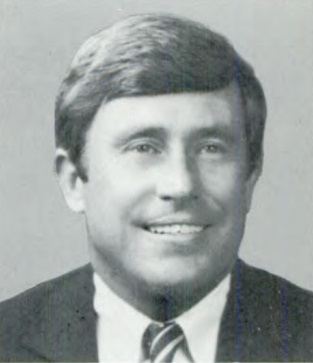
Robin Tallon (1991)

Robert Mooneyhan „Robin“ Tallon Jr. (* 8. August 1946 in Hemingway, Williamsburg County, South Carolina) ist ein US-amerikanischer Politiker. Zwischen 1983 und 1993 vertrat er den Bundesstaat South Carolina im US-Repräsentantenhaus.

## Werdegang
Robin Tallon besuchte bis 1964 die High School in Dillon. Danach studierte er zwei Jahre lang an der University of South Carolina in Columbia. Im Jahr 1994 machte er noch einen Abschluss an der American University. Tallon betrieb nach seinem Studium eine Kette von Bekleidungsläden. Außerdem wurde er in der Immobilienbranche tätig.
Politisch wurde er Mitglied der Demokratischen Partei. In den Jahren 1979 bis 1980 war er Mitglied einer präsidentialen Arbeitsgruppe (White House Conference on Small Business). Von 1980 bis 1982 saß er als Abgeordneter im Repräsentantenhaus von South Carolina. 1982 wurde er im sechsten Wahlbezirk von South Carolina in das US-Repräsentantenhaus in Washington, D.C. gewählt, wo er am 3. Januar 1983 die Nachfolge des bei der Wahl unterlegenen Republikaners John Light Napier antrat. Nach vier Wiederwahlen konnte er bis zum 3. Januar 1993 fünf Legislaturperioden im Kongress absolvieren. Dort war er zeitweise Mitglied im Landwirtschaftsausschuss sowie im Ausschuss, der sich mit der Handelsmarine und der Fischerei befasste. Er fungierte auch als Vorsitzender des Tourismusausschusses.
Im Jahr 1992 verzichtete Tallon auf eine weitere Kandidatur für den Kongress. Heute ist er Vorstandsmitglied einer in Washington tätigen Beraterfirma.